# Lithosphère continentale

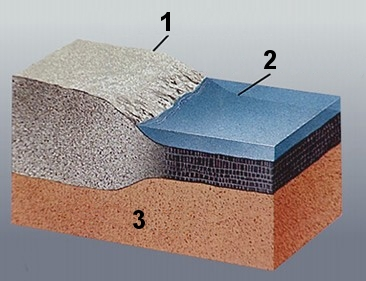
Schéma simplifié de la croûte terrestre. 1 : croûte continentale ; 2 : croûte océanique ; 3 : manteau supérieur.

Le concept de lithosphère continentale est apparu avec le modèle de la tectonique des plaques, qui découpe la surface du globe en grandes plaques lithosphériques. La lithosphère continentale est composée de la croûte continentale et du manteau lithosphérique. Elle correspond, à la portion de la plaque lithosphérique qui est émergée (29 % de la surface terrestre) ce à quoi il faut ajouter le plateau continental ainsi que le talus ce qui représente au total une surface correspondant à 45 % de la surface terrestre . La lithosphère océanique correspond à la partie de la lithosphère composée de croûte océanique et de la partie du  manteau terrestre correspondante. 

## Caractéristiques
La lithosphère continentale est caractérisée par une épaisseur variant de 150 à 200 km suivant les endroits. La croûte continentale possède une densité de 2,7 alors que le manteau lithosphérique possède lui une densité de 3,3. Ces deux surfaces appartiennent à la lithosphère. 
Elle est composée de la croûte continentale (≈ 30 km d'épaisseur) et d'une partie du manteau supérieur : le manteau lithosphérique. La discontinuité qui sépare ces deux compartiments s'appelle la discontinuité de Andrija Mohorovičić (généralement abrégée Moho). Cette discontinuité caractérise un changement de vitesse des ondes sismiques. 
La  base de la lithosphère est située au toit de la LVZ (low velocity zone) qui correspond à une zone de faible vitesse de propagation des ondes sismiques entre 125 et 235 km de profondeur dans le manteau lithosphérique.Le toit de la LVZ sépare d'une part la lithosphère rigide du reste du manteau supérieur ductile appelé asthénosphère. La transition entre l'asthénosphère et le reste du manteau (dit manteau inférieur ou mésosphère) se situe elle vers 670 km de profondeur.

## Origine
La tectonique des plaques, active depuis au moins 2,5 milliards d'années (Ga), voire 3,8 Ga (début de l'Archéen), conserve largement la croûte continentale, trop dense pour s'enfoncer durablement dans le manteau. L'existence d'une production nette de croûte continentale depuis 2,5 Ga est l'objet de controverses.
La croûte continentale s'est constituée au cours de l'Archéen, sous la forme de cortèges de tonalites, trondhjémites et granodiorites (TTG), des granitoïdes (quartz et feldspath, avec une faible proportion de feldspath potassique). Les TTG peuvent a priori s'être formées à partir d'une croûte océanique épaisse générée dans les dorsales médio-océaniques, ou à partir de plateaux océaniques dans des environnements intraplaques. En 2025, une étude de la composition isotopique et de la composition en éléments traces d'une série de TTG âgés de 3,45 à 2,85 Ga conclut que la source des TTG est une croûte océanique ayant subi une altération hydrothermale. L'altération hydrothermale étant omniprésente près des dorsales médio-océaniques mais minime sur les plateaux océaniques, la source des TTG archéens est sans doute une épaisse croûte océanique générée au niveau des dorsales. Le contexte géodynamique le plus plausible pour la formation de la croûte continentale précoce se situe donc aux marges des plaques convergentes, où une épaisse croûte océanique altérée par l'eau de mer serait subduite ou empilée, et partiellement fondue pour produire des TTG.